# Tribes (groupe)
Tribes est un groupe de rock indépendant britannique, originaire du quartier de Camden, à Londres, en Angleterre. Il est formé en 2010, et composé de Johnny Lloyd au chant et à la guitare, de Jim Cratchley à la basse, de Dan White à la guitare, de Miguel Demelo à la batterie et de Samuel Lewis Spencer au fiddle. Le bassiste et le guitariste assurent également les chœurs sur certaines chansons.
Après la sortie en 2011 de deux EP (We Were Children et When My Day Comes), ils publient le 16 janvier 2012 leur premier album studio, Baby, sur le label Island Records, qui atteint la 20e place des charts britanniques, puis un second, Wish to Scream, le 20 mai 2013.

## Biographie

### Débuts (2010-2011)
En avril 2011, Tribes publie son premier EP intitule We Were Children et dont la chanson éponyme bénéficie d’un clip vidéo tourné à Camden (Londres) lors d’un concert sur un toit à la vue des passants et des fans dans la rue. La chanson est désignée « Meilleure chanson du moment » par Zane Lowe sur la radio BBC Radio 1 le 14 avril de la même année. Le 11 juillet, leur premier single Sappho est disponible. Puis, le groupe participe à une session du projet BBC Introducing aux Maida Vale Studios de la BBC ce même mois.
En août 2011, Tribes prend part à plusieurs festivals : l’Underage Festival et le Field Day au Victoria Park de Londres,, les Reading and Leeds Festivals,, le Freedom Festival, le Jersey Live et le Bestival. Le groupe fait aussi la première partie des Kooks lors de leur tournée au Royaume-Uni au cours de l’automne, puis celle de Kaiser Chiefs en Europe. Entre-temps, ils effectuent neuf dates au Royaume-Uni. Ils participent au concert Winter Wonderland 2011 organisé par XFM à la Brixton Academy le 14 décembre. Ils partagent ainsi la scène avec We Are Augustines, Ben Howard, Miles Kane, The Maccabees, The Horrors et Kaiser Chiefs. Ils font également partie de la programmation pour le NME Awards 2012 Tour avec Azealia Banks, Metronomy et Two Door Cinema Club.

### Baby(2012)
Enregistré au Motor Museum de Liverpool et produit par Mike Crossey (Arctic Monkeys), leur premier album, Baby, sort le 16 janvier 2012 sur le label Island Records. Moins de deux semaines plus tard, il accède à l'UK Albums Chart et s'y classe au 20e rang,. Même si les très fortes influences de Nirvana, des Pixies et de leur album respectif Nevermind et Surfer Rosa sont très présentes, les critiques sont enchantées par cet opus et le nouveau groupe londonien,,. Parmi les titres du disque, la ballade Corner of an English Field est un hommage rendu à Charles Haddon, l'ami d'enfance de Johnny Lloyd et chanteur du trio de synthpop Où Est Le Swimming Pool, qui s'est suicidé le 20 août 2010 après le festival Pukkelpop en Belgique.
Le 10 juin, Tribes prend part au Chazzstock Festival aux côtés de The Vaccines et de The Horrors, avant de jouer au T in the Park le 6 juillet, au Bilbao BBK Live Festival le 12 juillet puis aux Reading and Leeds Festivals les 24 et 26 août,. Le groupe devait également être sur la scène de l'Underage Festival de Londres le 5 août mais l'organisation de l'événement doit annuler à cause des jeux olympiques pour des raisons de sécurité.

### Wish to Scream(depuis 2013)
À la fin de l'année 2012, le groupe annonce la sortie d'un deuxième album studio pour le 20 mai 2013. Wish to Scream, enregistré aux studios Sound City de Los Angeles (Nevermind, Rage Against the Machine), est annoncé dans la continuité du précédent et est précédé d'une série de concerts et d'un single intitulé Wrapped Up In A Carpet.

## Influences et style musical
Le groupe revendique plusieurs influences dont Nirvana, Pavement et R.E.M. mais place les Pixies comme leurs idoles. Celle de Nirvana est flagrante : « chants marmonnés, grognements de guitares, duvet sur le visage et attitude générale farfelue, Tribes semble travailler à l'autel de Kurt Cobain & Co ». La chanson Whenever est même considérée comme « Nevermind-isée ». Tribes, c'est avant tout un groupe de Londres « de l'ère post-Doherty » et « ils aiment cette ville, mais ils n'ont pas réussi à inventer quelque chose autour ». Elliott Smith est également cité parmi les références du groupe. 
Le quatuor se définit « comme deux groupes opposés, avec Johnny Lloyd et Dan White, obsédés par Radiohead, de l'un ; Miguel Demelo et Jim Cratchley de l'autre ». Leur premier album, Baby, sorti début 2012, est vu par NME comme le mélange « de formidables salves de guitares, de la puissance du premier Oasis, de la pop lisse de Suede et des douces cannelures de Surfer Rosa ». Mark Beaumont, d'AllMusic, considère que la chanson We Were Children emprunte des riffs de guitare à Where Is My Mind? tandis que Alone or with Friends est à la croisée entre Blur et Oasis. La chanson Corner of an English Field, dédiée à Charles Haddon, est « mélancoliquement Suede-isée » à son goût.

## Membres
- Johnny Lloyd - chant, guitare
- Jim Cratchley - basse, chœurs
- Dan White - guitare, chœurs
- Miguel Demelo - batterie
- Samuel Lewis Spencer - fiddle (depuis 2013)

## Discographie

### Albums studio
- 2012 : Baby

1. Whenever (3:35)
2. We Were Children (3:00)
3. Corner of an English Field (3:41)
4. Halfway Home (3:43)
5. Sappho (3:05)
6. Himalaya (5:18)
7. Nightdriving (4:09)
8. When My Day Comes (2:53)
9. Walking in the Street (3:12)
10. Alone or with Friends (4:05)
11. Bad Apple (3:47)

- 2013 : Wish to Scream

1. Dancehall (3:09)
2. Get Some Healing (3:35)
3. How the Other Half Live (3:10)
4. Wrapped Up in a Carpet (2:58)
5. Never Heard of Graceland (3:09)
6. It Never Ends (3:24)
7. Looking for Shangri-La (2:59)
8. Sons and Daughters (3:03)
9. One Eye Shut (4:04)
10. Englishman on Sunset Boulevard (3:15)
11. Street Dancin' (4:29)

- 2023 : Rabbit Head

1. Hard Pill (0:00)
2. It's All Borrowed (0:00)
3. Catwalk (0:00)
4. Dad I'm Not a Tough Guy (0:00)
5. Earthling (0:00)
6. 10 Ways to Improve Your New Life! (0:00)
7. Medicine (0:00)
8. Grandad's on the Beer (0:00)
9. Celebrate (0:00)
10. -Ism (0:00)
11. Boy (0:00)
12. Dressing Gown (0:00)
13. Fade to Credits (0:00)
14. Message From the Sponsor (0:00)

## Nominations
| Année | Compétition | Catégorie                | Objet  |
| ----- | ----------- | ------------------------ | ------ |
| 2012  | NME Awards  | Meilleur nouveau groupe, | Tribes |